# Billy Talent II
Billy Talent II es el segundo álbum de estudio de la banda canadiense de punk rock Billy Talent, publicado el 27 de junio de 2006. El álbum debutó en el número 1 en la Canadian Albums Chart, vendiendo 48.000 copias en su primera semana. El álbum también alcanzó el número 1 en las listas de álbumes de Alemania. El álbum no fue tan exitoso en los Estados Unidos, donde alcanzó el puesto 134 en la lista Billboard 200, vendiendo solo 7.231 unidades en su primera semana.

## Lanzamiento
La banda poco a poco publicó el álbum al completo en su página de Myspace el 23 de junio de 2006.
A principios de otoño de 2005, las canciones del nuevo álbum se filtraron intencionadamente por la banda. Una demo de "Red Flag" circuló por la red, aunque ya había aparecido en las bandas sonoras de Burnout Revenge, Burnout Legends, SSX On Tour, NHL 06 de EA Sports, y en la recopilación de Atlantic Records Black by Popular Demand.
"Devil In A Midnight Mass" fue el primer sencillo. Una demo de la canción fue publicada en Myspace y PureVolume el día de Navidad de 2005, y el sencillo oficial fue lanzado el 20 de abril de 2006. "Red Flag" fue el segundo sencillo. Su vídeo fue rodado el 21 de julio de 2006 en Los Ángeles, California.
El día después de su publicación, la banda actuó en un concierto al aire libre para el programa Intimate & Interactive del canal MuchMusic en el aparcamiento del edificio CHUM-City Building en Toronto, Ontario. También fueron entrevistados por el videojockey de MuchMusic Devon Soltendieck, y respondieron preguntas de espectadores vía llamada telefónica, correo electrónico y videollamada.
"Surrender" fue ofrecido para descarga exclusivamente el día de San Valentín de 2006; también aparece en este álbum. Según la entrevista de MuchMusic con la banda, se supone que "Surrender" es una canción de amor. Grabaciones de radio de esta canción, así como de "Covered in Cowardice", "This Suffering" y una versión de baja calidad de "Worker Bees", estuvieron disponibles varias semanas antes del lanzamiento del álbum.
El vídeo de su tercer sencillo, "Fallen Leaves", fue rodado los primeros dos días de noviembre de 2006 en Los Ángeles. Primero se pudo ver en Canadá en el programa MuchOnDemand el 27 de noviembre de 2006, y mundialmente la semana siguiente.
La banda actuó en una sesión en directo para Mike Davies en The Lockup de BBC Radio 1 el 12 de septiembre, interpretando las canciones "Red Flag", "Devil In A Midnight Mass" y "This Suffering".
El 22 de noviembre, la banda hizo su estreno estadounidense en el programa Late Night with Conan O'Brien, interpretando "Red Flag".
El 12 de enero de 2007, el vídeo de "Fallen Leaves" se pudo ver en el Reino Unido en los canales de rock Kerrang! TV, Scuzz y MTV2.
El vídeo de "Surrender" fue rodado en febrero de 2007, y debutó en Alemania el 2 de abril de 2007.
En abril de 2007, el álbum ganó el premio a Mejor Álbum de Rock del Año en los Juno Awards.
Aunque nunca fue lanzado como sencillo, la banda rodó un vídeo para "The Navy Song", publicado exclusivamente en su Myspace durante el verano de 2007.
El 26 de noviembre de 2007, el vídeo de "This Suffering" fue publicado, principalmente para promocionar el nuevo DVD en directo de la banda 666. El vídeo se trata de una recopilación de clips de las actuaciones de 666.

## Lista de canciones
| N.º | Título                     | Duración |  |
| 1.  | «Devil in a Midnight Mass» | 2:52     |  |
| 2.  | «Red Flag»                 | 3:16     |  |
| 3.  | «This Suffering»           | 3:57     |  |
| 4.  | «Worker Bees»              | 3:44     |  |
| 5.  | «Pins and Needles»         | 3:11     |  |
| 6.  | «Fallen Leaves»            | 3:19     |  |
| 7.  | «Where Is the Line?»       | 3:49     |  |
| 8.  | «Covered in Cowardice»     | 4:12     |  |
| 9.  | «Surrender»                | 4:06     |  |
| 10. | «The Navy Song»            | 4:31     |  |
| 11. | «Perfect World»            | 3:06     |  |
| 12. | «Sympathy»                 | 3:18     |  |
| 13. | «Burn the Evidence»        | 3:40     |  |

| Bonus tracks | |          |  |
| N.º          | Título | Duración |  |
| 14.          | «Beach Balls» (Compra con Best Buy (solo EE. UU.) Bonus Track, originalmente lanzado en Try Honesty EP)                 | 3:51     |  |
| 15.          | «When I Was a Little Girl» (Compra con Best Buy (solo EE. UU.) Bonus Track, regrabado del álbum Watoosh!)               | 2:11     |  |
| 16.          | «Ever Fallen in Love (With Someone You Shouldn't've)» (Versión de Buzzcocks lanzado con la versión de iTunes del álbum) | 2:45     |  |
| 17.          | «Devil in a Midnight Mass» (Demo, Bonus track de iTunes)                                                                | 3:19     |  |
| 18.          | «Red Flag» (Directo en the Horseshoe Tavern, disponible solo con descarga)                                              | 3:42     |  |
| 19.          | «Fallen Leaves» (Directo en the Horseshoe Tavern, disponible solo con descarga)                                         | 3:13     |  |

## Temas
El álbum contiene menos ira y lenguaje que su anterior álbum Billy Talent I, ya que el grupo se había tranquilizado y ellos habían madurado como hombres y como banda. La mayoría de las canciones trataron sobre temas de la vida real, respondiendo a los elogios de fanes y críticos.

Quisimos hacer algo completamente diferente del primer álbum porque habíamos cambiado dramáticamente y aprendido mucho de las relaciones personales. Todos en la banda nos asociamos y tratamos con esos temas.

El tema general de este álbum es la confianza, la falta de ella o su disolución. Eso parecía impulsar el álbum.
--Jonathan Gallant hablando para Ottawa Sun

## Posiciones en lista
| Lista              | Posición |
| ------------------ | -------- |
| Billboard 200      | 134      |
| Heatseekers Albums | 3        |
| Canadian Albums    | 1        |
| Austrian Albums    | 4        |
| German Albums      | 1        |
| Finnish Albums     | 22       |
| Swiss Albums       | 31       |
| UK Albums          | 46       |

## Certificaciones
| País     | Certificación | Organismo certificador | Ventas  |
| -------- | ------------- | ---------------------- | ------- |
| Canadá   | 3× Platino    | CRIA                   | 300 000 |
| Alemania | 2× Platino    | BVMI                   | 400 000 |
| Austria  | Platino       | IFPIA                  | 30 000  |

La estimación de ventas mundiales es de 1.200.000 unidades.

## Miembros
- Benjamin Kowalewicz - Vocalista principal
- Ian D'Sa - Guitarra, coros
- Jonathan Gallant - Bajo, coros
- Aaron Solowoniuk - Batería

## Apariciones
- Una demo de "Red Flag" aparece en las bandas sonoras de Burnout Revenge, Burnout Legends, SSX On Tour, NHL 06 de EA Sports, y en la recopilación de Atlantic Records Black by Popular Demand.